# Aspidosperma oblongum
Aspidosperma oblongum é uma espécie de plantas com flores. Foi descrito pela primeira vez por A. Dc. Aspidosperma oblongum pertence ao gênero Aspidosperma e à família Apocynaceae.
Este tipo de planta é encontrado em:
- Guiana Francesa
- Guiana
- Suriname
- norte e nordeste e centro-oeste do Brasil
  - Pará
  - Amazonas
  - Maranhão
  - Goiás
- Venezuela
  - Estado Bolívar
  - Estado de Monagas

Não há tipos listados como este.